# Lönespecifikation

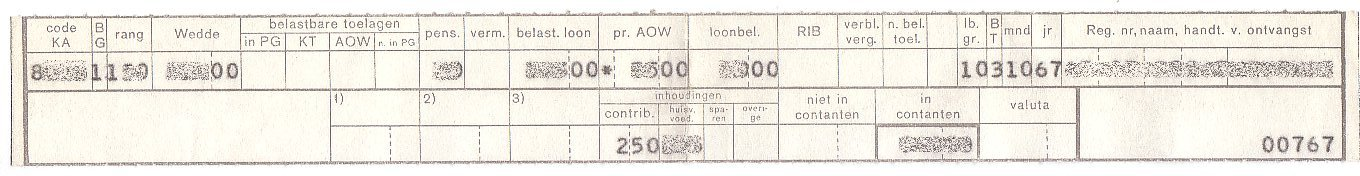
En nederländsk lönesedel från 1967.

En lönespecifikation är ett dokument som utfärdas av en arbetsgivare i samband med utbetalning av lön.

## I olika länder

### Kina
Kina har inte något dokument som kan jämföras med ett västerländskt lönebesked, eftersom det inte är obligatoriskt. Vissa stora företag med ursprung i västvärlden tillhandahåller (digitala snarare än pappers-) kvitton av något slag, men en alternativ metod är bankbekräftelse av betalningen. 

### Italien
Det formella namnet i Italien på den lönelista som föreskrivs i lag nr 4 av den 5 januari 1953 är "prospetto di paga" (lönelista) och det är obligatoriskt för arbetsgivaren att tillhandahålla den till den anställde. Den innehåller också uppgifter om: arbetsgivare, driftsbolag, skatteavdrag, CCNL-kvalifikationer och olika relaterade socialförsäkringsmyndigheter. 

### USA
Den kallas lönebesked och innehåller vanligtvis följande innehållna belopp och/eller skatter:
- Federal W/H (Federal income tax withholding): allmänna skatteavdrag av olika slag, vilka tenderar att vara de högsta och kan påverka lönerna med upp till 10%.
- FICA (Federal Insurance Contributions Act): en federal skatt som tas ut på varje lönecheck för att generera medel som överförs till Social Security för att hjälpa funktionshindrade, pensionerade, äldre och behövande personer.[6]
- Sjukförsäkring: beror på vilken försäkring som tecknas, vilket skydd som erbjuds och betalas vanligtvis med en viss procentsats av arbetsgivaren.[7]